# Alex Sperafico
Alexandre Sperafico (Toledo, 21 de janeiro de 1974), popularmente conhecido como Alex Sperafico, é um automobilista brasileiro. É primo dos gêmeos Ricardo Sperafico e Rodrigo Sperafico.  
Começou a sua carreira em 1998, na Fórmula 3 Sul-americana, tendo disputado em paralelo a Barber Pro Series em 1999. Disputou esta última categoria de forma integral entre 2000 e 2001.
Em 2002, foi para a Fórmula 3000, disputando nove provas pela equipe júnior da Minardi. Sua melhor performance foi no GP de Nürburgring, terminando a prova na décima-primeira colocação. Completou a temporada em 22º lugar, sem obter pontos.

## CART/Champ Car
Fora dos planos da F-3000 para 2003, Alex ficou o primeiro semestre inteiro sem correr, até ser chamado pela equipe Dale Coyne para correr duas provas da CART - mais tarde, Champ Car (Toronto e GP das Américas, realizado em Miami). Assim como na F-3000 em 2002, não marcou nenhum ponto.
Em 2004, foi contratado pela Conquest, tendo um rendimento satisfatório. Marcou 47 pontos, com um décimo lugar no GP de Toronto como seu melhor resultado. No entanto, Alex foi sacado da Conquest, entrando em seu lugar o jovem francês Nelson Philippe, então com apenas 17 anos.
O brasileiro voltaria à Champ Car em 2005, dessa vez ao serviço da CTE-HVM. Esteve em duas etapas (novamente em Toronto e em Edmonton), chegando em oitavo lugar na primeira corrida - este foi seu melhor resultado na categoria. Terminou a temporada em vigésimo lugar, com 24 pontos marcados. Em 2006 participou da temporada da Fórmula Atlantic, pela equipe Brooks Associates Racing, encerrando sua carreira de piloto no mesmo ano.